# Carl Marx (Architekt)
Carl Marx (* 1829 in Trier; † 1912 in Dortmund) war ein deutscher Architekt, Stadtplaner und kommunaler Baubeamter, der von 1876 bis 1899 Stadtbaurat in Dortmund war.

## Leben
Carl Marx leitete 1872 als Stadtbaurat in Görlitz die Restaurierung des Rathauses.
1875 schied der damalige Stadtbaurat von Dortmund, Carl Manno (1824–1875), durch Freitod aus dem Leben. Carl Marx war als sein Nachfolger der erste Stadtbaurat, der in den Dortmunder Magistrat gewählt wurde. Er war somit nicht ausschließlich ausführendes Organ, sondern auch politischer Mitgestalter. Marx amtierte über 20 Jahre, von 1876 bis 1899. 1884, lange vor der Gründung der Emschergenossenschaft, führte er quantitative Untersuchungen des Dortmunder Abwassers durch. Von 1883 bis zu seiner Versetzung in den Ruhestand Ende Dezember 1899 war Marx auch Museumsdezernent in Dortmund.

## Bauten
- 1878: Städtische Schwimm-Badeanstalt in Dortmund[6]

## Schriften
- mit Joseph Gordon und Karl Michaelis: Entwässerung der Stadt Düsseldorf. 1883[7]

## Trivia

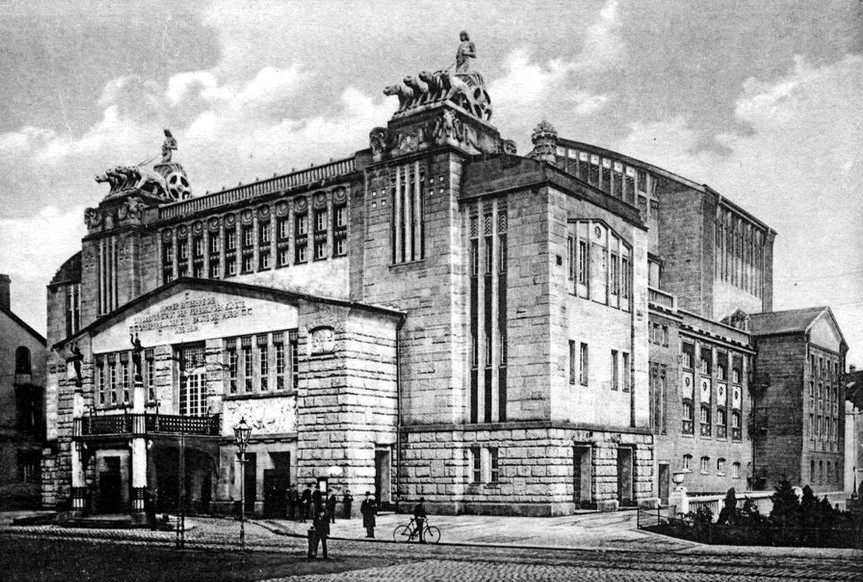
Stadttheater Dortmund

Am Dortmunder Stadttheater (Architekt Martin Dülfer, eingeweiht 1904) standen im Giebelfeld die von Stadtrat Marx gedichteten Worte: „Nimmer entbehre die strebende Stadt der veredelnden Künste opferfreudiger Sinn baute den Musen dies Heim“.

## Ehrungen
1933 wurde die Dortmunder Marx-Allee in Baurat-Marx-Allee umbenannt. Sie befindet sich am Westfalenpark.